# Windsor (Shelby County, Illinois)
Windsor ist eine Kleinstadt (mit dem Status „City“) im Shelby County im Zentrum des US-amerikanischen Bundesstaates Illinois. Das U.S. Census Bureau hat bei der Volkszählung 2020 eine Einwohnerzahl von 1.079 ermittelt.

## Geografie
Windsor liegt auf 39°26′27″ nördlicher Breite und 88°35′41″ westlicher Länge und erstreckt sich über 1,61 km². Der Ort bildet das Zentrum der Windsor Township.
Benachbarte Orte von Windsor sind Sullivan (18,7 km nördlich), Gays (9,3 km östlich), Strasburg (11,2 km südlich) und Middlesworth (13,6 km westsüdwestlich).
Die nächstgelegenen größeren Städte sind Illinois’ Hauptstadt Springfield (132 km nordwestlich), Indianas Hauptstadt Indianapolis (230 km östlich), Louisville in Kentucky (342 km südöstlich), Evansville in Indiana (225 km südsüdöstlich) und St. Louis in Missouri (201 km südwestlich).

## Verkehr
Am westlichen Stadtrand von Windsor mündet die durch das Stadtzentrum verlaufende Illinois State Route 16 in die von Nord nach Süd führende Illinois State Route 32. In westliche Richtung führt der County Highway 4 aus der Stadt hinaus. Eine Entlastungsstraße führt nach Norden und mündet nach wenigen Kilometern in die IL 32. Alle weiteren Straßen sind innerörtliche Verbindungsstraßen.
Der Decatur Airport (59,8 km nordwestlich) ist der nächstgelegene Regionalflughafen; der nächstgelegene Großflughafen ist der Lambert-Saint Louis International Airport (214 km südwestlich).

## Demografische Daten
Nach der Schätzung aus dem Jahr 2011 lebten in Windsor 1216 Menschen in 481 Haushalten. Die Bevölkerungsdichte betrug 755,3 Einwohner pro Quadratkilometer. In den 481 Haushalten lebten statistisch je 2,53 Personen.
Ethnisch betrachtet setzte sich die Bevölkerung zusammen aus 93,8 Prozent Weißen, 3,9 Prozent Afroamerikanern, 0,2 Prozent Asiaten sowie 0,9 Prozent aus anderen ethnischen Gruppen; 1,2 Prozent stammten von zwei oder mehr Ethnien ab. Unabhängig von der ethnischen Zugehörigkeit waren 0,3 Prozent der Bevölkerung spanischer oder lateinamerikanischer Abstammung.
30,3 Prozent der Bevölkerung waren unter 18 Jahre alt, 57,9 Prozent waren zwischen 18 und 64 und 11,8 Prozent waren 65 Jahre oder älter.

Das mittlere jährliche Einkommen eines Haushalts lag bei 39.250 USD. Das Pro-Kopf-Einkommen betrug 19.104 USD. 15,2 Prozent der Einwohner lebten unterhalb der Armutsgrenze.